# Donaciano Vigil
Donaciano Vigil (* 1802 in Santa Fe, Mexiko; † 1877) war ein mexikanischer Soldat und späterer US-amerikanischer Politiker.

## Frühe Jahre
Zum Zeitpunkt von Vigils Geburt war das heutige New Mexico noch eine mexikanische Provinz. Bereits im Jahr 1823 trat er in die Miliz von Santa Fe ein. Damit begann eine lange militärische Laufbahn. In den nächsten 25 Jahren stieg er bis zum Kommandeur der Miliz von San Miguel de Bado auf. In dieser Zeit war er in mehrere Indianergefechte, aber auch innere Aufstände verwickelt. Dazu gehörte 1841 auch ein Versuch der Texaner, das Land zu einem Aufstand gegen die mexikanische Herrschaft zu bewegen. Zwischenzeitlich war er auch Staatssekretär der mexikanischen Territorialverwaltung.

## Politik in New Mexico
Beim Ausbruch des Mexikanisch-Amerikanischen Krieges stand Vigil auf der mexikanischen Seite. Er sollte mit seiner Miliz dem amerikanischen General Stephen W. Kearny Widerstand leisten. Es kam allerdings nicht zum Kampf, weil der mexikanische Territorialgouverneur, gegen den Willen Vigils, kapitulierte. Damit war der Weg für die US-Armee frei. Bald darauf wurde das spätere New-Mexico-Territorium von Kearny militärisch besetzt.
In dieser Lage bot General Kearney Vigil die Stelle des Staatssekretärs in dem neuen US-Territorium an. Für Vigil war es nicht einfach, diese Stelle anzunehmen, weil dieser Schritt von seinen mexikanischen Landsleuten auch als Verrat ausgelegt werden konnte. Vigil nahm die Stelle trotzdem an, weil er glaubte, in dieser Position seinen Landsleuten besser helfen zu können. Außerdem versprach er sich von einem Anschluss an die USA bessere Lebensbedingungen für seine Landsleute. Damit war er der Vertreter von Charles Bent, dem ersten zivilen Territorialgouverneur von New Mexico.

## Territorialgouverneur von New Mexico
Im Januar 1846 wurde Charles Bent bei einem mexikanischen Aufstand getötet und der amerikanische Militärbefehlshaber, General Sterling Price, bat Vigil, den Posten des Gouverneurs zu übernehmen. Seine erste Aufgabe war es, die Ruhe wiederherzustellen. Dies gelang auch mit Hilfe der US-Armee bis zum Sommer des Jahres 1847. Im Herbst 1847 rief Vigil das erste Parlament des neuen Territoriums ein. Dort forderte er gleich mehr neue Schulen zur Ausbildung der Kinder, was ihm auch bewilligt wurde. Im weiteren Verlauf setzte er sich für einen Verbleib des Landes bei den Vereinigten Staaten ein, was ihn bei manchen Landsleuten unbeliebt machte.

## Weiterer Lebenslauf
Über Vigils Leben nach seiner 1848 endenden Gouverneurszeit ist wenig bekannt. Er starb im Jahr 1877. Sein Beitrag zur Geschichte New Mexicos beim Übergang von der mexikanischen zur US-amerikanischen Herrschaft wird heute von den meisten Historikern übergangen. Er ist selbst in New Mexico weitgehend in Vergessenheit geraten. Trotzdem hat er einen bedeutenden Beitrag zur Entstehung des New-Mexico-Territoriums geleistet.